# ナイトプレス
『ナイトプレス』は、1999年4月5日から2001年9月27日まで中国放送（RCCテレビ）で放送されていた深夜のニュース番組。放送日時は月曜日から木曜日の深夜0時半からの15分で、このためにTBS製作の『ワンダフル』は中国放送では0:30に終了していた。
担当していたのは中国放送のアナウンサーで、その日の事件や広島東洋カープの試合結果などを伝えていた。
なお、この番組が始まる前には、中国新聞社本社から翌日の朝刊の内容を伝える『朝刊第一報』というテレビ番組があった。

## 放送時間
- 月曜日 - 木曜日 24:30 - 24:45 （火曜日 - 金曜日 0:30 - 0:45、JST）

## 担当アナウンサー
- 池田秀昭
- 桑原しおり
- 田口麻衣

## 備考
- 『ワンダフル』の後半20分のネットが打ち切られたことから、結果として枠内で放送されていたアニメが途中打ち切りとなった。この番組の終了後、『ワンダフル』は時差ネットながらフル放送へと戻されたが、その時にはアニメ枠は廃枠となっていた。
- この番組が終了した後、日付変更後（0:00以降）の広島県内の民間テレビ放送局のローカルニュース枠は広島ホームテレビが火曜日から木曜日の0:40 - 0:46、金曜日の1:10 - 1:16に設定しているだけである。